# 四川省历史文化名村
四川省历史文化名村由四川省政府公布，已公布三批共15个省级历史文化名村，其中4个已升格为中国历史文化名村。。
- 第三批：公布3个
  - 泸县兆雅镇新溪村（3，已升格为第六批中国历史文化名村）
  - 阆中市天宫乡天宫院村（3，已升格为第五批中国历史文化名村）
  - 眉山市东坡区尚义镇中心村（3）

- 第四批：2009年09月14日，公布7个[1]
  - 邛崃市平乐镇花楸村（4）
  - 泸县方洞镇石牌坊村（4）
  - 阆中市水观镇永安寺村（4）
  - 汶川县雁门乡萝卜寨村（4，已升格为第四批中国历史文化名村）
  - 茂县黑虎乡小河坝村（4）
  - 巴中市巴州区回风街道办事处大佛寺村（4）
  - 巴中市巴州区水宁寺镇始宁村（4）

- 第五批：2013年9月22日，公布3个[2]
  - 泸州市纳溪区天仙镇乐道街村（5，已升格为第六批中国历史文化名村）
  - 阿坝州理县桃坪羌寨（5）
  - 阿坝州小金县两河乡两河村（5）